# Кабальеро, Самуэль
Хорхе Самуэль Кабальеро Альварес (исп. Jorge Samuel Caballero Álvarez; 24 декабря 1974, Пуэрто-Лемпира) — гондурасский футболист, защитник.

## Карьера

### Клубная
Кабальеро начал карьеру в клубе родного города «Депортиво Мельгар». Затем он присоединился к «Олимпии» из города Тегусигальпа. За клуб выступал с 1996 года по 2001 год. После выступлений на турнире Клаусуры 2001 с «Олимпией» Кабальеро получил различные предложения от испанских и итальянских клубов. В конечном счёте в 2001 году Кабальеро перешёл в клуб Серии А «Удинезе». 23 сентября 2001 года дебютировал в Серии А, выйдя на замену на 71-й минуте в матче против «Перуджи». 30 сентября того же года он забил свой первый гол в Италии в ворота «Кьево». Во втором сезоне его мучали травмы колена. В июле 2003 года перешёл в другой итальянский клуб «Салернитана». Он сыграл за клуб только в двух кубковых матчах, а после подписал контракт с уругвайским «Насьоналем». Однако переход не состоялся, поскольку в «Насьонале» было слишком много иностранных футболистов, поэтому вместо этого Самуэль перешёл в «Дефенсор Спортинг». Он дебютировал за клуб в товарищеском матче против «Серрито», который завершился победой «Дефенсор Спортинг» со счётом 2:0. Кабальеро вышел на замену и в течение 15 минут после выхода получил травму колена. В Уругвае ему вновь не повезло сыграть из-за многочисленных травм. В феврале 2005 года защитник перебрался в чемпионат MLS в клуб «Чикаго Файр». Самуэль расторг контракт с американской командой после того, как тренер клуба Дэйв Сарахан дал ему понять, что не рассчитывает на него. Он провёл предсезонку 2006 года в «Колорадо Рэпидз».
В 2006 году Кабальеро перешёл в китайский «Чанчунь Ятай». Он неплохо выступил в китайской Суперлиге и сразу стал основным игроком команды. 20 мая 2006 года Кабальеро забил свой первый гол в Суперлиге в ворота «Бэйцзин Гоань». В сезоне 2006 «Чанчунь Ятай» занял высокое для себя четвертое место в Суперлиге. 6 мая 2007 года, в связи с травмой Ду Чжэньюя, Кабальеро впервые стал капитаном команды. 7 августа 2007 года, начиная со второго этапа Суперлиги в матче между «Чанчунь Ятай» и «Шэньчжэнь Шанцинъинь», главный тренер Гао Хунбо официально назначил Кабальеро капитаном команды. Он продолжил стабильно выступать в команде и помог ей впервые выиграть китайскую Суперлиги в том сезоне. После окончания сезона Кабальеро в очередной раз продлил контракт с командой до 2009 года. С клубом играл в Лиге чемпионов АФК 2008. В зимнее трансферное окно сезона 2008/2009 сообщалось, что две команды из Гондураса, «Марафон» и «Олимпия», были заинтересованы в подписании контракта с Кабальеро после того, как он публично заявил о своём желании вернуться в Гондурас, чтобы быть ближе к семье и вернуться в сборную страны. Однако у игрока все ещё был контракт с китайским клубом, и он заявил, что если не получит никаких предложений, то вернётся в клуб и доработает свой контракт. 4 декабря 2009 года был удостоен звания «Футболист года» по версии Китайской футбольной ассоциации. В матче между «Чанчунь Ятай» и «Шанхай Шэньхуа» на первом этапе китайской Суперлиги сезона 2010 у Кабальеро случился рецидив мениска колена и он пропустил большую часть сезона. По окончании сезона Кабальеро покинул «Чанчунь Ятай».
Летом 2011 года наконец вернулся в Гондурас, подписав контракт с «Некаксой». Кабальеро заявил, что данный клуб будет последним в его карьере. Однако он не смог сыграть за клуб, так как всё ещё был на контракте с «Чанчунь Ятай», и китайский клуб не разрешил ему играть за «Некаксу».

### Международная
В январе 1998 года Кабальеро дебютировал за сборную Гондураса в товарищеском матче против Коста-Рики. Он сыграл в 22-х отборочных матчах чемпионата мира и играл на Кубке Наций Центральной Америки 1999 года, а также выступал на Золотом кубке КОНКАКАФ в 1998, 2000, 2005 и 2007 годах. Кроме того, он играл на Кубке Америки 2001 года, где сборная Гондураса завоевала бронзу. Кабальеро был одним из трёх возрастных игроков Гондураса на летних Олимпийских играх 2008 года в Пекине. На турнире он сыграл три матча против Италии, Камеруна и Южной Кореи.
Кабальеро играл важную роль в национальной сборной более 10 лет, играя вместе с другими великими гондурасскими футболистами, такими как Амадо Гевара, Хулио Сезар де Леон и Карлос Павон.
В марте 2009 года он сыграл последнюю игру за сборную в отборочным матче чемпионата мира против Тринидада и Тобаго. В общей сложности Кабальеро сыграл 71 матч и забил 11 голов.

## После завершения карьеры
В октябре 2012 года Кабальеро стал президентом клуба национальной лиги Гондураса «Депортес Савио». Вступил в Партию свободы и перестройки. В 2013 году основал Ассоциацию футболистов Гондураса (AFHO) и работал в ней до 2016 года.

## Достижения
«Олимпия»
- Чемпион Гондураса: 2000/01 Апертура

«Чанчунь Ятай»
- Чемпион Китая: 2007

Личные
- Футболист года в Китае: 2009